# Sierra Gaúcha

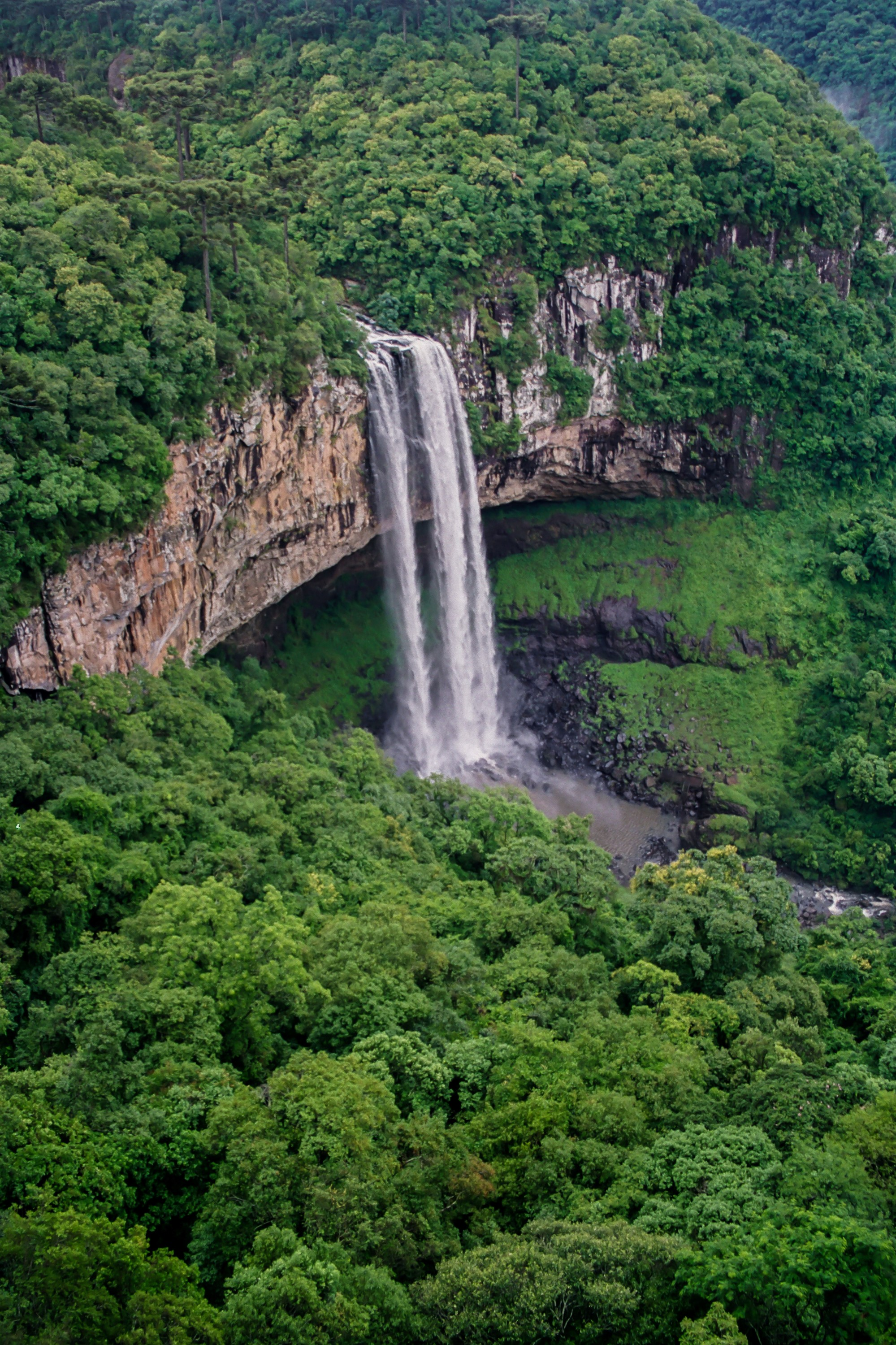
Cascada del Caracol cercana a la localidad de Canela.

La Sierra Gaucha es un accidente geográfico en el noreste de Río Grande do Sul, Brasil. Presenta características específicas socioculturales, como la influencia alemana y también italiana, gran producción de uva y el vino y una industria turística muy desarrollada.

## Geografía
En un estado predominantemente llano como es Río Grande del Sur, la Sierra Gaucha es la principal forma de relieve, con altitudes moderadamente altas, de hasta unos 1300 metros.
Las  ciudades principales y más grandes de la región son: Sierras Caxias do Sul, Farringdon, Césped, Canela, Vacaria, Nova Petrópolis, Bento Gonçalves, Carlos Barbosa, Garibaldi, San Francisco de Paula, Antonio Prado, Nova Roma do Sul, Nova Prata, Veranopolis, Bom Jesus Flores da Cunha, Nueva Padua, Sur Santo Domingo, Nova Bassano, Parai y Nova Araca, Guaporé, Cotiporã, día de San Valentín del Sur St., Dos Lajeados, Serafina Corrêa, entre otros.
Las primeras colinas, elevaciones de poca altitud, con menos de 400 metros sobre el nivel del mar, comienzan a verse al noreste de San Francisco de Asís (Río Grande do Sul), la región también influenciada por la colonización italiana, que se extiende hacia el este Ahora elevaciones más altas hacia Jaguari, al norte de South San Vicente, al norte de Sao Pedro do Sul, Santa María, Agudo y, de allí, que se extiende por completo.